# 5010 Amenemhet
5010 Amenemhet este o planetă minoră (asteroid) din centura de asteroizi. A fost descoperită pe 24 septembrie 1960 la Observatorul Palomar de Cornelis Johannes van Houten și a fost numită după Amenemhat III⁠(d). 
Obiectul prezintă o orbită caracterizată de o semiaxă mare de 2,7147315 UAi, o excentricitate de 0,2, o înclinație de 14,65738 ° în raport cu ecliptica.